# Legadue 2011-2012
Il Campionato di Legadue di pallacanestro 2011-2012 è stata l'undicesima edizione del torneo organizzato dalla Legadue.
La Biancoblù Bologna, sponsorizzata Conad, si affaccia per la prima volta in Legadue a seguito della vendita dei diritti da parte della Naturhouse Ferrara. Quattro squadre sono state ripescate: Piacenza, Verona, Ostuni, Igea S. Antimo. La Leonessa Brescia (vincitrice della A Dilettanti 2010-2011) è stata promossa, mentre la Enel Brindisi è stata retrocessa dopo essersi classificata sedicesima nella Serie A maschile FIP 2010-2011.
A seguito della decisione dell'Alta Corte di Giustizia Sportiva del CONI, il 23 settembre 2011 il Consiglio Federale ha deliberato la promozione in Serie A dell'Umana Venezia. Le squadre che partecipano alla Legadue sono diventate così 15.

## Regolamento

### Formula
Le 15 squadre partecipanti disputano un girone unico all'italiana, con partite d'andata e ritorno. Al termine della stagione regolare, la prima classificata è promossa in Serie A per la stagione 2012-13, mentre le squadre classificate dal 2º al 9º posto sono ammesse ai play-off, che si giocano al meglio delle cinque partite, con le gare 1, 2 e 5 in casa della compagine meglio piazzata in campionato, e che decreteranno il nome della seconda squadra promossa, mentre l'ultima classificata retrocede in DNA.

## Stagione regolare

### Classifica
|  |     | Classifica stagione regolare 2011-2012 | PT | G  | V  | P  | PF   | PS   |
|  | --- | -------------------------------------- | -- | -- | -- | -- | ---- | ---- |
|  | 1.  | Trenkwalder Reggio Emilia              | 40 | 28 | 20 | 8  | 2213 | 2113 |
|  | 2.  | Enel Brindisi                          | 36 | 28 | 18 | 10 | 2200 | 2119 |
|  | 3.  | Giorgio Tesi Group Pistoia             | 34 | 28 | 18 | 10 | 2272 | 2212 |
|  | 4.  | Givova Scafati                         | 34 | 28 | 17 | 11 | 2315 | 2191 |
|  | 5.  | Sigma Barcellona                       | 32 | 28 | 16 | 12 | 2277 | 213  |
|  | 6.  | Morpho Basket Piacenza                 | 28 | 28 | 14 | 14 | 2162 | 2162 |
|  | 7.  | Centrale del Latte Brescia             | 28 | 28 | 15 | 13 | 2130 | 2161 |
|  | 8.  | Prima Veroli                           | 26 | 28 | 13 | 15 | 2188 | 2185 |
|  | 9.  | Domotecnica Ostuni                     | 26 | 28 | 13 | 15 | 2102 | 2186 |
|  | 10. | Fileni BPA Jesi                        | 26 | 28 | 13 | 15 | 2243 | 2288 |
|  | 11. | Tezenis Verona                         | 24 | 28 | 12 | 16 | 2151 | 2168 |
|  | 12. | Conad Bologna                          | 22 | 28 | 11 | 17 | 2242 | 2310 |
|  | 13. | Pallacanestro Sant'Antimo              | 20 | 28 | 11 | 17 | 2044 | 2146 |
|  | 14. | Aget Service Imola                     | 20 | 28 | 10 | 18 | 2084 | 2133 |
|  | 15. | Marcopoloshop.it Forlì                 | 18 | 28 | 9  | 19 | 2246 | 2359 |

### Risultati
| Risultati                  | BAR    | BOL    | BRE   | BRI   | FOR   | IMO   | JES     | OST    | PIA   | PIS    | REG   | SAN   | SCA    | VRL    | VRN   |
| -------------------------- | ------ | ------ | ----- | ----- | ----- | ----- | ------- | ------ | ----- | ------ | ----- | ----- | ------ | ------ | ----- |
| Sigma Barcellona           |        | 89-78  | 92-94 | 69-70 | 85-80 | 91-85 | 87-76   | 107-73 | 83-69 | 95-76  | 83-77 | 76-50 | 64-69  | 69-53  | 96-98 |
| Conad Bologna              | 93-90  |        | 76-72 | 82-89 | 97-75 | 79-71 | 88-76   | 71-82  | 70-76 | 76-69  | 81-93 | 76-87 | 76-65  | 102-93 | 96-83 |
| Centrale del Latte Brescia | 68-71  | 73-67  |       | 81-71 | 87-85 | 63-62 | 77-72   | 70-64  | 77-95 | 80-85  | 90-94 | 92-74 | 76-74  | 88-87  | 66-65 |
| Enel Brindisi              | 65-64  | 92-95  | 70-77 |       | 94-86 | 70-77 | 85-70   | 88-77  | 69-66 | 80-95  | 71-67 | 77-67 | 100-71 | 82-75  | 77-60 |
| Marcopoloshop.it Forlì     | 74-81  | 72-70  | 84-93 | 93-92 |       | 80-72 | 89-87   | 79-80  | 75-80 | 91-87  | 81-68 | 72-64 | 93-81  | 68-73  | 91-81 |
| Aget Service Imola         | 73-89  | 74-69  | 75-64 | 60-62 | 77-72 |       | 93-80   | 69-70  | 77-81 | 73-64  | 77-86 | 81-88 | 77-86  | 70-64  | 87-70 |
| Fileni BPA Jesi            | 82-73  | 87-85  | 73-83 | 92-82 | 81-79 | 78-74 |         | 86-88  | 86-82 | 81-68  | 85-78 | 89-77 | 91-92  | 72-75  | 71-70 |
| Domotecnica Ostuni         | 87-78  | 76-63  | 75-72 | 73-79 | 68-67 | 77-68 | 87-72   |        | 78-89 | 84-90  | 83-88 | 75-69 | 75-74  | 84-107 | 72-79 |
| Morpho Basket Piacenza     | 72-81  | 96-83  | 64-62 | 63-71 | 93-87 | 89-69 | 67-91   | 72-61  |       | 74-79  | 82-91 | 67-70 | 80-75  | 72-68  | 75-71 |
| Giorgio Tesi Group Pistoia | 66-81  | 76-61  | 95-79 | 85-79 | 94-73 | 79-73 | 109-115 | 85-67  | 78-75 |        | 71-55 | 64-55 | 108-97 | 78-66  | 74-69 |
| Trenkwalder Reggio Emilia  | 63-62  | 91-87  | 85-59 | 82-77 | 97-86 | 71-67 | 78-65   | 91-74  | 77-70 | 91-43  |       | 74-73 | 79-77  | 85-73  | 76-67 |
| Pallacanestro Sant'Antimo  | 100-85 | 86-70  | 76-71 | 56-66 | 93-88 | 66-70 | 75-70   | 57-71  | 92-78 | 92-100 | 71-80 |       | 68-80  | 70-80  | 77-70 |
| Givova Scafati             | 90-76  | 97-87  | 89-81 | 95-97 | 97-77 | 81-62 | 95-65   | 71-69  | 89-71 | 88-87  | 77-61 | 82-55 |        | 96-78  | 83-70 |
| Prima Veroli               | 71-82  | 78-80  | 83-65 | 65-76 | 94-76 | 89-98 | 76-73   | 74-62  | 85-76 | 82-90  | 91-73 | 57-70 | 85-70  |        | 90-87 |
| Tezenis Verona             | 84-78  | 102-84 | 58-70 | 76-69 | 93-73 | 75-73 | 76-77   | 71-70  | 67-88 | 80-77  | 90-62 | 85-66 | 83-74  | 71-76  |       |

### Calendario
| Prima giornata |                       |              |
| 2 ott. 2011    |                       | 15 gen. 2012 |
| 70-77          | Brindisi-Imola        | 62-60        |
| 92-94          | Barcellona-Brescia    | 71-68        |
| 85-67          | Pistoia-Ostuni        | 90-84        |
| 86-82          | Jesi-Piacenza         | 91-67        |
| 93-81          | Forlì-Scafati         | 77-97        |
| 96-83          | Bologna-Verona        | 84-102       |
| 70-80          | Sant'Antimo-Veroli    | 70-57        |
|                | Riposa: Reggio Emilia |              |

| Seconda giornata |                        |              |
| 9 ott. 2011      |                        | 22 gen. 2012 |
| 82-91            | Piacenza-Reggio Emilia | 70-77        |
| 78-80            | Veroli-Bologna         | 93-102       |
| 90-76            | Scafati-Barcellona     | 69-64        |
| 73-64            | Imola-Pistoia          | 73-79        |
| 92-74            | Brescia-Sant'Antimo    | 71-76        |
| 76-77            | Verona-Jesi            | 70-71        |
| 73-79            | Ostuni-Brindisi        | 77-88        |
|                  | Riposa: Forlì          |              |

| Terza giornata |                      |              |
| 16 ott. 2011   |                      | 29 gen. 2012 |
| 80-95          | Brindisi-Pistoia     | 79-85        |
| 73-83          | Jesi-Brescia         | 72-77        |
| 73-89          | Imola-Barcellona     | 85-91        |
| 79-80          | Forlì-Ostuni         | 67-68        |
| 76-67          | Reggio Emilia-Verona | 62-90        |
| 72-68          | Piacenza-Veroli      | 76-85        |
| 68-80          | Sant'Antimo-Scafati  | 55-82        |
|                | Riposa: Bologna      |              |

| Quarta giornata |                       |             |
| 23 ott. 2011    |                       | 5 feb. 2012 |
| 78-89           | Ostuni-Piacenza       | 61-72       |
| 85-80           | Barcellona-Forlì      | 81-74       |
| 65-76           | Veroli-Brindisi       | 75-82       |
| 95-65           | Scafati-Jesi          | 92-91       |
| 76-61           | Pistoia-Bologna       | 69-76       |
| 90-94           | Brescia-Reggio Emilia | 59-85       |
| 75-73           | Verona-Imola          | 70-87       |
|                 | Riposa: Sant'Antimo   |             |

| Quinta giornata |                      |              |
| 30 ott. 2011    |                      | 12 feb. 2012 |
| 65-64           | Brindisi-Barcellona  | 70-69        |
| 69-70           | Imola-Ostuni         | 68-77        |
| 72-70           | Forlì-Bologna        | 75-97        |
| 85-73           | Reggio Emilia-Veroli | 73-91        |
| 66-65           | Brescia-Verona       | 70-58        |
| 80-75           | Piacenza-Scafati     | 71-89        |
| 92-100          | Sant'Antimo-Pistoia  | 55-64        |
|                 | Riposa: Jesi         |              |

| Sesta giornata |                          |              |
| 6 nov. 2011    |                          | 19 feb. 2012 |
| 85-70          | Brindisi-Jesi            | 82-92        |
| 85-66          | Verona-Sant'Antimo       | 70-77        |
| 83-77          | Barcellona-Reggio Emilia | 62-63        |
| 94-76          | Veroli-Forlì             | 73-68        |
| 81-62          | Scafati-Imola            | 86-77        |
| 95-79          | Pistoia-Brescia          | 85-80        |
| 71-82          | Bologna-Ostuni           | 63-76        |
|                | Riposa: Piacenza         |              |

| Settima giornata |                       |              |
| 13 nov. 2011     |                       | 26 feb. 2012 |
| 81-68            | Jesi-Pistoia          | 115-109      |
| 56-66            | Sant'Antimo-Brindisi  | 67-77        |
| 79-77            | Reggio Emilia-Scafati | 61-77        |
| 73-67            | Brescia-Bologna       | 72-76        |
| 84-78            | Verona-Barcellona     | 98-96        |
| 84-107           | Ostuni-Veroli         | 62-74        |
| 93-87            | Piacenza-Forlì        | 80-75        |
|                  | Riposa: Imola         |              |

| Ottava giornata |                        |              |
| 20 nov. 2011    |                        | 11 mar. 2012 |
| 71-67           | Brindisi-Reggio Emilia | 77-82        |
| 88-76           | Bologna-Jesi           | 85-87        |
| 107-73          | Barcellona-Ostuni      | 78-87        |
| 89-98           | Veroli-Imola           | 64-70        |
| 83-70           | Scafati-Verona         | 74-83        |
| 78-75           | Pistoia-Piacenza       | 79-74        |
| 72-64           | Forlì-Sant'Antimo      | 88-93        |
|                 | Riposa: Brescia        |              |

| Nona giornata |                       |              |
| 27 nov. 2011  |                       | 18 mar. 2012 |
| 82-73         | Jesi-Barcellona       | 76-87        |
| 77-72         | Imola-Forlì           | 72-80        |
| 91-43         | Reggio Emilia-Pistoia | 55-71        |
| 88-87         | Brescia-Veroli        | 65-83        |
| 86-70         | Sant'Antimo-Bologna   | 87-76        |
| 75-74         | Ostuni-Scafati        | 69-71        |
| 63-71         | Piacenza-Brindisi     | 66-69        |
|               | Riposa: Verona        |              |

| Decima giornata |                           |              |
| 4 dic. 2011     |                           | 25 mar. 2012 |
| 70-77           | Brindisi-Brescia          | 71-81        |
| 79-71           | Bologna-Imola             | 69-74        |
| 83-69           | Barcellona-Piacenza       | 81-72        |
| 96-78           | Scafati-Veroli            | 70-85        |
| 74-69           | Pistoia-Verona            | 77-80        |
| 89-87           | Forlì-Jesi                | 79-81        |
| 74-73           | Reggio Emilia-Sant'Antimo | 80-71        |
|                 | Riposa: Ostuni            |              |

| Undicesima giornata |                      |              |
| 11 dic. 2011        |                      | 1º apr. 2012 |
| 75-70               | Sant'Antimo-Jesi     | 77-89        |
| 97-87               | Scafati-Bologna      | 65-76        |
| 66-81               | Pistoia-Barcellona   | 76-95        |
| 87-85               | Brescia-Forlì        | 93-84        |
| 76-69               | Verona-Brindisi      | 60-77        |
| 83-88               | Ostuni-Reggio Emilia | 74-91        |
| 89-69               | Piacenza-Imola       | 81-77        |
|                     | Riposa: Veroli       |              |

| Dodicesima giornata |                        |              |
| 18 dic. 2011        |                        | 15 apr. 2012 |
| 72-79               | Ostuni-Verona          | 70-71        |
| 76-50               | Barcellona-Sant'Antimo | 85-100       |
| 82-90               | Veroli-Pistoia         | 66-78        |
| 85-78               | Jesi-Reggio Emilia     | 65-78        |
| 75-64               | Imola-Brescia          | 62-63        |
| 93-92               | Forlì-Brindisi         | 86-94        |
| 70-76               | Bologna-Piacenza       | 83-96        |
|                     | Riposa: Scafati        |              |

| Tredicesima giornata |                       |              |
| 22 dic. 2011         |                       | 22 apr. 2012 |
| 57-71                | Sant'Antimo-Ostuni    | 69-75        |
| 69-53                | Barcellona-Veroli     | 82-71        |
| 108-97               | Pistoia-Scafati       | 87-88        |
| 78-74                | Jesi-Imola            | 80-93        |
| 91-87                | Reggio Emilia-Bologna | 93-81        |
| 77-95                | Brescia-Piacenza      | 62-64        |
| 93-73                | Verona-Forlì          | 81-91        |
|                      | Riposa: Brindisi      |              |

| Quattordicesima giornata |                      |              |
| 5 gen. 2012              |                      | 29 apr. 2012 |
| 67-70                    | Piacenza-Sant'Antimo | 78-92        |
| 90-87                    | Veroli-Verona        | 76-71        |
| 89-81                    | Scafati-Brescia      | 74-76        |
| 77-86                    | Imola-Reggio Emilia  | 67-71        |
| 91-87                    | Forlì-Pistoia        | 73-94        |
| 82-89                    | Bologna-Brindisi     | 95-92        |
| 87-72                    | Ostuni-Jesi          | 88-86        |
|                          | Riposa: Barcellona   |              |

| Quindicesima giornata |                     |             |
| 8 gen. 2012           |                     | 5 mag. 2012 |
| 100-71                | Brindisi-Scafati    | 97-95       |
| 89-78                 | Barcellona-Bologna  | 90-93       |
| 66-70                 | Sant'Antimo-Imola   | 88-81       |
| 72-75                 | Jesi-Veroli         | 73-76       |
| 97-86                 | Reggio Emilia-Forlì | 68-81       |
| 70-64                 | Brescia-Ostuni      | 72-75       |
| 67-88                 | Verona-Piacenza     | 71-75       |
|                       | Riposa: Pistoia     |             |

## Play-off
|  | Quarti di finale | Quarti di finale           | Quarti di finale           | Quarti di finale   | Quarti di finale | Quarti di finale | Quarti di finale |  |  | Semifinali                 | Semifinali                 | Semifinali                 | Semifinali                 | Semifinali                 | Semifinali | Semifinali |    |    | Finale        | Finale        | Finale        | Finale | Finale | Finale | Finale |  |
|  |                  |                            |                            |                    |                  |                  |                  |  |  |                            |                            |                            |                            |                            |            |            |    |    |               |               |               |        |        |        |        |  |
|  | 2                | Enel Brindisi              | Enel Brindisi              | Enel Brindisi      | 80               | 77               | 93               |  |  |                            |                            |                            |                            |                            |            |            |    |    |               |               |               |        |        |        |        |  |
|  | 9                | Domotecnica Ostuni         | Domotecnica Ostuni         | Domotecnica Ostuni | 66               | 59               | 87               |  |  | Enel Brindisi              | Enel Brindisi              | Enel Brindisi              | Enel Brindisi              | 102                        | 90         | 86         |    |    |               |               |               |        |        |        |        |  |
|  | 5                | Sigma Barcellona           | Sigma Barcellona           | 95                 | 79               | 85               | 100              |  |  | Sigma Barcellona           | Sigma Barcellona           | Sigma Barcellona           | Sigma Barcellona           | 97                         | 77         | 80         |    |    |               |               |               |        |        |        |        |  |
|  | 6                | Morpho Basket Piacenza     | Morpho Basket Piacenza     | 61                 | 65               | 90               | 96               |  |  |                            |                            |                            |                            |                            |            |            |    |    | Enel Brindisi | Enel Brindisi | Enel Brindisi | 79     | 79     | 91     | 88     |  |
|  | 3                | Giorgio Tesi Group Pistoia | Giorgio Tesi Group Pistoia | 86                 | 83               | 79               | 80               |  |  |                            |                            | Giorgio Tesi Group Pistoia | Giorgio Tesi Group Pistoia | Giorgio Tesi Group Pistoia | 47         | 67         | 92 | 86 |               |               |               |        |        |        |        |  |
|  | 8                | Prima Veroli               | Prima Veroli               | 84                 | 84               | 64               | 78               |  |  | Giorgio Tesi Group Pistoia | Giorgio Tesi Group Pistoia | 84                         | 69                         | 90                         | 83         | 83         |    |    |               |               |               |        |        |        |        |  |
|  | 4                | Givova Scafati             | Givova Scafati             | 91                 | 106              | 73               | 100              |  |  | Givova Scafati             | Givova Scafati             | 85                         | 58                         | 87                         | 92         | 74         |    |    |               |               |               |        |        |        |        |  |
|  | 7                | Centrale del Latte Brescia | Centrale del Latte Brescia | 73                 | 92               | 95               | 84               |  |  |                            |                            |                            |                            |                            |            |            |    |    |               |               |               |        |        |        |        |  |

### Quarti di finale
La serie si gioca al meglio delle 5 partite. La squadra con il miglior piazzamento in campionato gioca in casa gara-1, gara-2 e l'eventuale gara-5.

#### Brindisi-Ostuni
| Arbitri: | Guido Federico Di Francesco Andrea Masi Gaetano Perretti |

|             |          |                  |
| Gibson 25   | Punti    | 18 Johnson       |
| Gibson 9    | Assist   | 3 Johnson        |
| Borovnjak 7 | Rimbalzi | 7 Basei, Rinaldi |

| Arbitri: | Gianluca Calbucci Manuel Mazzoni Denny Borgioni |

|              |          |                   |
| Borovnjak 15 | Punti    | 16 Johnson        |
| Renfroe 3    | Assist   | 2 Berti, Klobučar |
| Renfroe 9    | Rimbalzi | 9 DiLiegro        |

| Arbitri: | Stefano Ursi Lorenzo Baldini Denis Quarta |

|                   |          |           |
| Johnson 33        | Punti    | 31 Gibson |
| Johnson 6         | Assist   | 4 Renfroe |
| Rossetti, Berti 8 | Rimbalzi | 9 Renfroe |

#### Barcellona-Piacenza
| Arbitri: | Alessandro Martolini Enrico Bartoli Michele Rossi |

|                 |          |            |
| Lukauskis 22    | Punti    | 13 Voskuil |
| Green 4         | Assist   | 7 Passera  |
| Green, Da Ros 8 | Rimbalzi | 6 Anderson |

| Arbitri: | Andrea Masi Gianfranco Ciaglia Denis Quarta |

|              |          |                     |
| Green 17     | Punti    | 21 Voskuil          |
| Lukauskis 5  | Assist   | 2 Passera, Perego   |
| Lukauskis 10 | Rimbalzi | 8 Infante, Anderson |

| Arbitri: | Roberto Materdomini Mark Bartoli Denny Borgioni |

|             |          |                |
| Voskuil 29  | Punti    | 19 Green       |
| Harrison 6  | Assist   | 7 Green        |
| Anderson 10 | Rimbalzi | 8 Green, Hicks |

| Arbitri: | Roberto Pasetto Lorenzo Baldini Francesco Paronelli |

|                     |          |              |
| Voskuil 26          | Punti    | 19 Lukauskis |
| Harrison, Passera 4 | Assist   | 5 Green      |
| Amoroso 6           | Rimbalzi | 7 Dordei     |

#### Pistoia-Veroli
| Arbitri: | Stefano Ursi Mark Bartoli Francesco Paronelli |

|          |          |              |
| Hardy 27 | Punti    | 21 Lee       |
| Hardy 3  | Assist   | 3 Jackson    |
| Toppo 8  | Rimbalzi | 8 Lee, Brkic |

| Arbitri: | Roberto Pasetto Mauro Moretti Enrico Bartoli |

|          |          |                      |
| Hardy 25 | Punti    | 29 Jackson           |
| Hardy 4  | Assist   | 4 Jackson            |
| Hardy 8  | Rimbalzi | 7 Gatto, Giovacchini |

| Arbitri: | Gianluca Calbucci Gianfranco Ciaglia Dario Morelli |

|                        |          |          |
| Jackson 17             | Punti    | 18 Hardy |
| Jackson, Giovacchini 2 | Assist   | 6 Hardy  |
| Gatto 7                | Rimbalzi | 13 Jones |

| Arbitri: | Roberto Materdomini Guido Federico Di Francesco Denny Borgioni |

|                      |          |                          |
| Jackson 21           | Punti    | 27 Jones                 |
| Giovacchini, Elder 4 | Assist   | 2 Jones, Toppo, Saccaggi |
| Lee 6                | Rimbalzi | 9 Jones                  |

#### Scafati-Brescia
| Arbitri: | Roberto Materdomini Lorenzo Baldini Dario Morelli |

|             |          |               |
| Marigney 19 | Punti    | 22 Rombaldoni |
| Marigney 5  | Assist   | 5 Bushati     |
| Thomas 13   | Rimbalzi | 6 Ghersetti   |

| Arbitri: | Guido Federico Di Francesco Gaetano Perretti Michele Rossi |

|                   |          |             |
| Marigney 23       | Punti    | 17 Thompson |
| Marigney 7        | Assist   | 4 Busma     |
| Thomas, Ghiacci 8 | Rimbalzi | 11 Thompson |

| Arbitri: | Manuel Mazzoni Mauro Moretti Francesco Paronelli |

|             |          |             |
| Goldwire 27 | Punti    | 22 Marigney |
| Goldwire 5  | Assist   | 4 Levin     |
| Busma 7     | Rimbalzi | 12 Thomas   |

| Arbitri: | Alessandro Martolini Mark Bartoli Enrico Bartoli |

|             |          |             |
| Goldwire 18 | Punti    | 28 Marigney |
| Bushati 6   | Assist   | 4 Marigney  |
| Ghersetti 6 | Rimbalzi | 13 Thomas   |

### Semifinali
La serie si gioca al meglio delle 5 partite. La squadra con il miglior piazzamento in campionato gioca in casa gara-1, gara-2 e l'eventuale gara-5.

#### Brindisi-Barcellona
| Arbitri: | Roberto Pasetto Andrea Masi Michele Rossi |

|           |          |           |
| Gibson 23 | Punti    | 24 Da Ros |
| Renfroe 3 | Assist   | 2 Bucci   |
| Gibson 6  | Rimbalzi | 8 Da Ros  |

| Arbitri: | Alessandro Martolini Lorenzo Baldini Enrico Bartoli |

|           |          |                               |
| Gibson 24 | Punti    | 15 Mocavero, Bucci, Lukauskis |
| Gibson 4  | Assist   | 2 Bucci                       |
| Ndoja 10  | Rimbalzi | 5 Lukauskis, Curry, Bonessio  |

| Arbitri: | Guido Federico Di Francesco Denis Quarta Mauro Moretti |

|            |          |           |
| Bucci 18   | Punti    | 33 Gibson |
| Green 6    | Assist   | 4 Renfroe |
| Mocavero 7 | Rimbalzi | 8 Renfroe |

#### Pistoia-Scafati
| Arbitri: | Stefano Ursi Mark Bartoli Francesco Paronelli |

|                             |          |                     |
| Hardy 33                    | Punti    | 24 Thomas, Marigney |
| Gurini 3                    | Assist   | 6 Levin             |
| Jones, Galanda, Tavernari 4 | Rimbalzi | 24 Thomas           |

| Arbitri: | Roberto Materdomini Manuel Mazzoni Dario Morelli |

|                        |          |                               |
| Hardy 25               | Punti    | 21 Marigney                   |
| Gurini, Toppo, Hardy 2 | Assist   | 2 Casini, Radulović, Marigney |
| Jones 13               | Rimbalzi | 7 Thomas                      |

| Arbitri: | Gianluca Calbucci Denny Borgioni Gaetano Perretti |

|            |          |                 |
| Casini 30  | Punti    | 25 Jones, Hardy |
| Marigney 3 | Assist   | 7 Jones         |
| Thomas 8   | Rimbalzi | 7 Tavernari     |

| Arbitri: | Guido Federico Di Francesco Gianfranco Ciaglia Denis Quarta |

|             |          |                    |
| Marigney 23 | Punti    | 26 Hardy           |
| Marigney 6  | Assist   | 3 Toppo            |
| Thomas 10   | Rimbalzi | 8 Toppo, Tavernari |

| Arbitri: | Maurizio Pascotto Gianluca Calbucci Mark Bartoli |

|            |          |             |
| Hardy 23   | Punti    | 19 Marigney |
| Saccaggi 5 | Assist   | 4 Marigney  |
| Galanda 8  | Rimbalzi | 11 Thomas   |

### Finale
La finale si gioca al meglio delle 5 partite. La squadra con il miglior piazzamento in campionato gioca in casa gara-1, gara-2 e l'eventuale gara-5
Brindisi - Pistoia
| Arbitri: | Alessandro Martolini Gianluca Calbucci Gianfranco Ciaglia |

|                     |          |          |
| Renfroe 21          | Punti    | 14 Hardy |
| Gibson 5            | Assist   | 3 Gurini |
| Borovnjak, Zerini 7 | Rimbalzi | 8 Jones  |

| Arbitri: | Maurizio Pascotto Roberto Materdomini Mark Bartoli |

|            |          |              |
| Gibson 26  | Punti    | 17 Tavernari |
| Renfroe 7  | Assist   | 2 Tavernari  |
| Renfroe 13 | Rimbalzi | 11 Toppo     |

| Arbitri: | Roberto Pasetto Gaetano Perretti Denny Borgioni |

|          |          |              |
| Jones 31 | Punti    | 30 Gibson    |
| Hardy 7  | Assist   | 7 Renfroe    |
| Jones 9  | Rimbalzi | 10 Borovnjak |

| Arbitri: | Stefano Ursi Guido Federico Di Francesco Manuel Mazzoni |

|                |          |           |
| Hardy 21       | Punti    | 28 Gibson |
| Jones, Toppo 4 | Assist   | 7 Renfroe |
| Jones 11       | Rimbalzi | 9 Renfroe |

## Verdetti
- Promosse in Serie A: Trenkwalder Reggio Emilia, Enel Brindisi
- Ripescata in Legadue: Marcopoloshop.it Forlì
- L'Unione Cestistica Piacentina e la Assi Basket Ostuni non vengono ammesse alla stagione successiva, a causa della rinuncia della stessa società[3][4]